# György Lippay
György Lippay Zombori (9. října 1600 Bratislava – 3. ledna 1666 Trnava) byl římskokatolický arcibiskup, primas uherský.

## Život
Byl nejstarším synem vídeňského dvorního rady Johanna Lippaye († 1616) a jeho manželky Marie Serényi Landovicz. Studoval ve Vídni, Grazu a v Římě. Od roku 1625 byl kanovníkem v Ostřihomi. V roce 1631 se stal biskupem ve Veszprému, v roce 1633 se stal biskupem v Pécsi a v roce 1637 se stal biskupem v Egeru. Od roku 1635 byl navíc kancléřem. V roce 1645 byl jmenován arcibiskupem ostřihomským a primasem uherským. Jeho motto bylo: „CONIUNGERE DEO ET SUSTINE“. Tuto funkci zastával až do své smrti v roce 1666. Sídlem arcidiecéze byla v té době Trnava, protože Ostřihom byla od roku 1543 pod osmanskou nadvládou. Zvětšil a rozšířil univerzitu v Trnavě a zřídil zde 31. července 1649 právnickou fakultu vlastním darem 15 000 zlatých.
Pevně podporoval Habsburky a katolicismus. Po roce 1664 se však kvůli neúspěšné politice Habsburků připojil k uherskému spiknutí.
Zabýval se také chemií a zahradnictvím. Zanechal po sobě alchymistický rukopis, který dodnes uchovává Národní bibliotéka ve Vídni. S jeho jménem je spojen i další rozvoj a proměna arcibiskupské zahrady v Bratislavě založené po polovině 16. století, která si svou krásou a bohatostí rostlin získala evropské renomé. S touto zahradou je spojeno poslední tvůrčí období života jeho mladšího bratra Jánose Lippaye, který na bratrovo pozvání přijel do Bratislavy, kde napsal své třísvazkové dílo Bratislavská zahrada.

## Výběr z díla
- Theatrvm Philosophi. Qvod In Alma Vniversitate Graecense, pro Doctoratus in Philosophia gradu consequendo, Anno M.DC.XXI. (1621)
- S. Ladislaus Rex Vulgo Pius dictus In Antiquissima & Celeberrima Vniversitate Divus Tutelaris, Panegyrica Oratione Celebratus ... (1653)
- De dignitate et puritate sacerdotum (1741–1742)